# Maurice Cottenet
Maurice Cottenet (Parigi, 11 febbraio 1895 – Cannes, 6 aprile 1972) è stato un allenatore di calcio e calciatore francese, di ruolo portiere.